# 일본이외 전부침몰
《일본이외 전부침몰》(일본어: 日本以外全部沈, 영어: The World Sinks Except Japan)은 일본에서 제작된 카와사키 미노루 감독의 2006년 SF, 코미디 영화이다. 코하시 켄지 등이 주연으로 출연하였고 카와사키 미노루 등이 제작에 참여하였다.
쓰쓰이 야스타카의 단편 소설 《일본이외 전부침몰》(1973)이 원작이다. 이 소설은 《일본 침몰》(1973)의 패러디로, 국수주의와 인종주의를 비평한다. 또, 재난에 대항한 인간의 무기력함도 기술한다.

## 출연

### 주연
- 코하시 켄지
- 카시와바라 슈지
- 마츠오 마사토시

### 조연
- 블레이크 크로포드
- 후지오카 히로시
- 쿠로다 아서
- 마츠오 타카시
- 무라노 타케노리
- 그레고리 페카
- 데이브 스펙터
- 츠츠이 야스타카

## 기타
- 원작자: 츠츠이 야스타카
- Sv-PD: 짓소지 아키오